# (25008) 1998 PL
1998 بي أل (ويعرف أيضًا باسم (25008) 1998 بي أل وفق تسمية الكوكب الصغير) (بالإنجليزية: 1998 PL)‏ هو كويكب ضمن حزام الكويكبات؛ وترتيبه 25008 من حيث الاكتشاف.
اكتُشف هذا الجُرم الفلكي بواسطة Frank B. Zoltowski ‏ في 8 أغسطس 1998.

## وصلات خارجية
- (25008) 1998 PL في قاعدة بيانات مختبر الدفع النفاث لأجرام النظام الشمسي الصغيرة

- الاكتشاف · مخطط المدار ·  العناصر المدارية · المعلمات المادية

- (25008) 1998 PL على موقع ويكي سكاي: DSS2, SDSS, GALEX, IRAS, Hydrogen α, X-Ray, Astrophoto, Sky Map, Articles and images